# 卡尔奇省
卡爾奇省（西班牙語：Provincia de Carchi），是厄瓜多爾北部的一個省，北界哥倫比亞。面積3,780.45平方公里，2001年人口152,939人，2010年人口164,524人。首府圖爾坎。
1880年4月19日建省，下分六市。